# Short track na Zimowych Światowych Wojskowych Igrzyskach Sportowych 2013

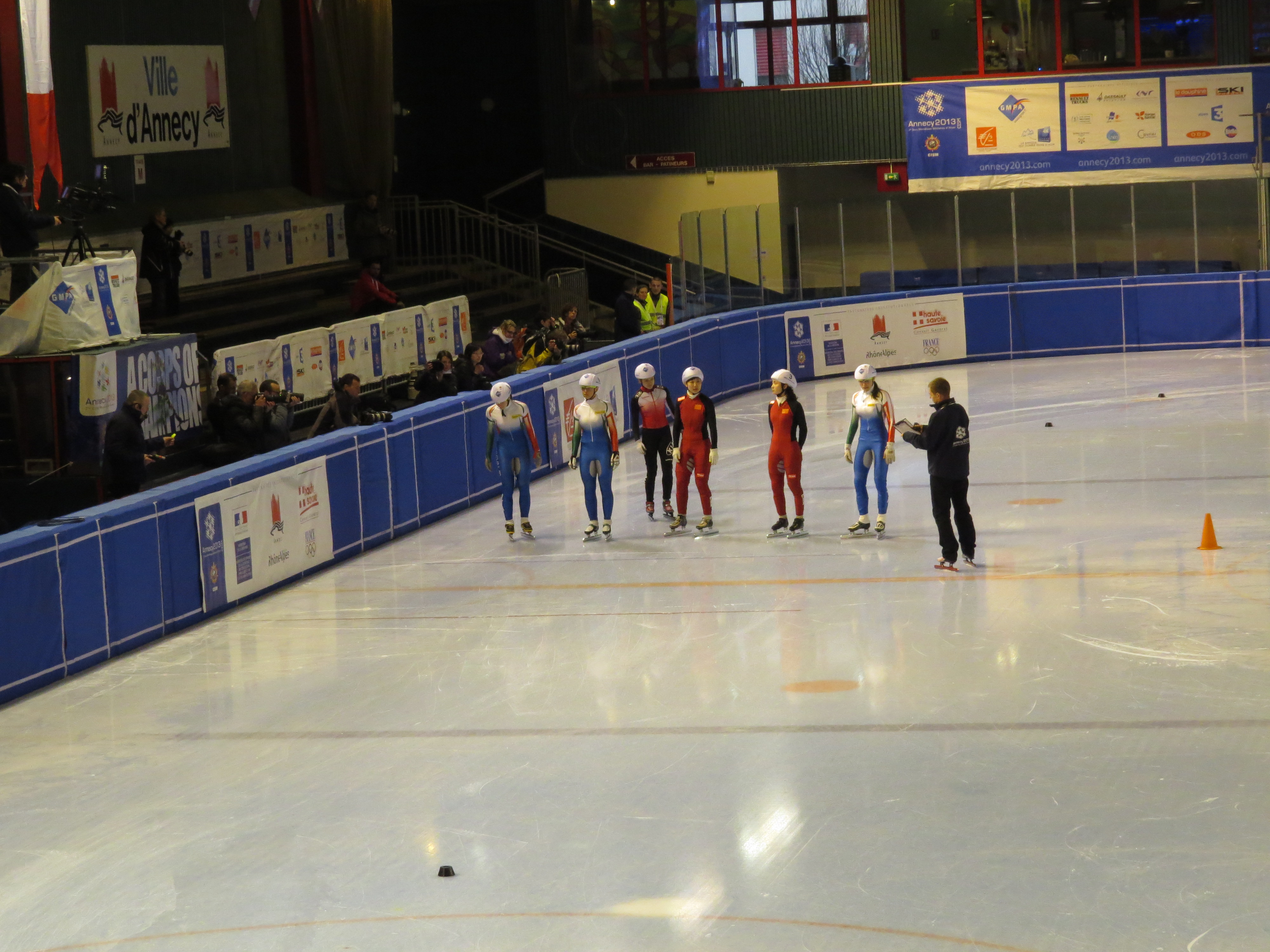
Annecy 2013 - short track 1500 m kobiet

Short track na 2. Zimowych Światowych Wojskowych Igrzyskach Sportowych – jedna z dyscyplin sportu rozgrywanych podczas zimowych igrzysk wojskowych w  Annecy we Francji w dniach 27 – 28 marca 2013.

## Harmonogram
| Marzec 2013 | 25 Po | 26 Wt | 27 Śr | 28 Cz | 29 Pi |
| ----------- | ----- | ----- | ----- | ----- | ----- |
| Short track |       |       | 2     | 2     |       |

Legenda
|  | Eliminacje |  | Finał (ilość) |

## Medaliści

### Mężczyźni
| Konkurencja | Złoto                | Srebro                      | Brąz                         |
| Konkurencja | Drużyna/Zawodnik     | Drużyna/Zawodnik            | Drużyna/Zawodnik             |
| 500 m       | Chiny · Song Weilong | Chiny · Nie Xin             | Francja · Maxime Chataignier |
| 1500 m      | Chiny · Nie Xin      | Niemcy · Christoph Schubert | Chiny · Song Weilong         |

### Kobiety
| Konkurencja | Złoto                    | Srebro                     | Brąz                        |
| Konkurencja | Drużyna/Zawodniczka      | Drużyna/Zawodniczka        | Drużyna/Zawodniczka         |
| 500 m       | Włochy · Arianna Fontana | Włochy · Martina Valcepina | Austria · Veronika Windisch |
| 1500 m      | Włochy · Arianna Fontana | Włochy · Martina Valcepina | Chiny · Sun Huizhu          |

## Klasyfikacja medalowa
* Gospodarz zawodów został zaznaczony tym kolorem.
| Miejsce           | Reprezentacja     | Złoto | Srebro | Brąz | Razem |  |
| ----------------- | ----------------- | ----- | ------ | ---- | ----- |  |
| 1                 | Włochy            | 2     | 2      | 0    | 4     |  |
| 2                 | Chiny             | 2     | 1      | 2    | 5     |  |
| 3                 | Niemcy            | 0     | 1      | 0    | 1     |  |
| 4                 | Austria           | 0     | 0      | 1    | 1     |  |
| 4                 | Francja *         | 0     | 0      | 1    | 1     |  |
| 4                 |                   |       |        |      |       |  |
| Ogółem (5 państw) | Ogółem (5 państw) | 4     | 4      | 4    | 12    |  |